# A. D. Trantenroth

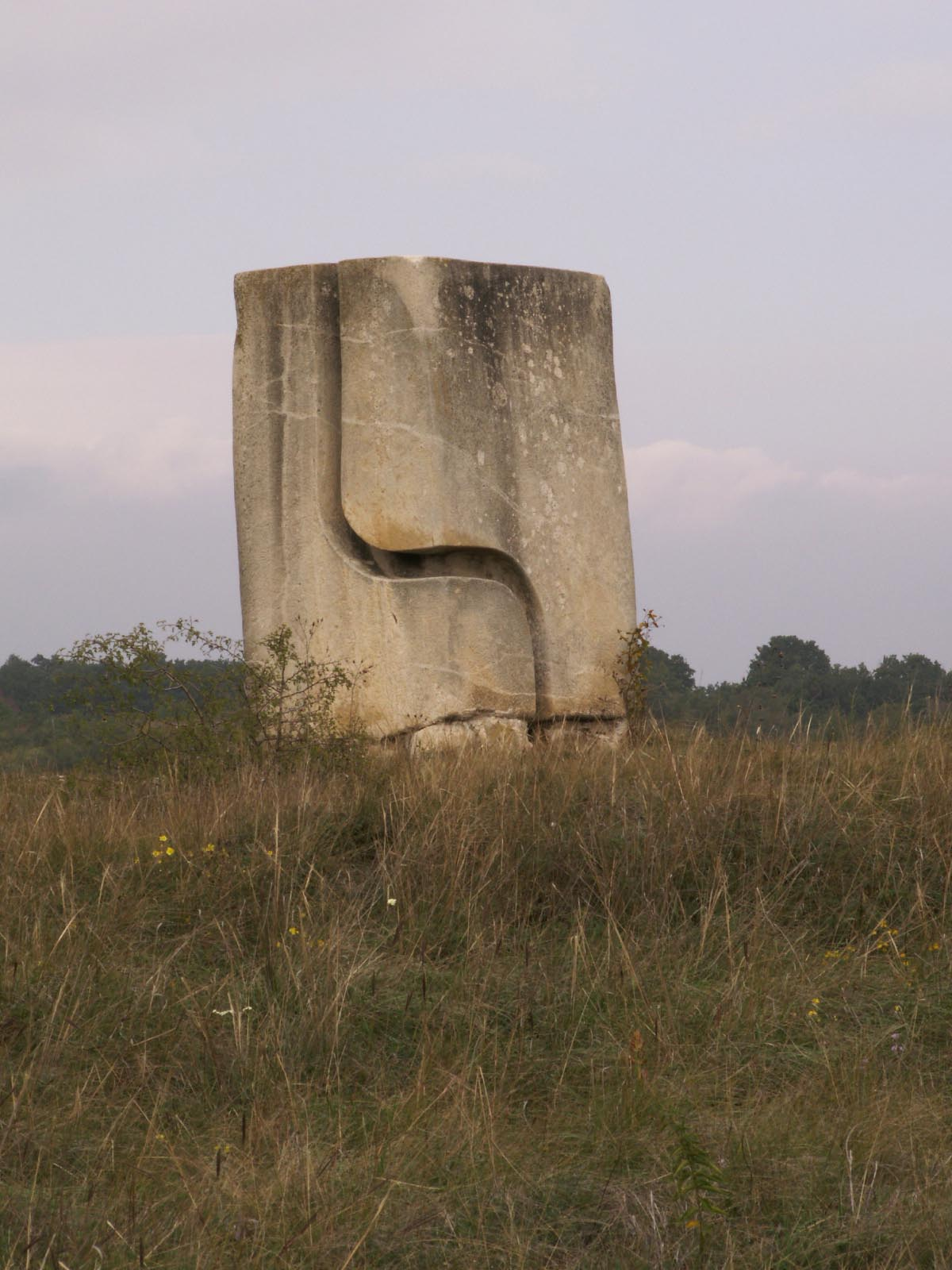
„Symposion Europäischer Bildhauer“, St.Margarethen – Burgenland, Arthur Dieter Trantenroth, 1969

Artur Dieter Trantenroth (* 1940 in Bochum; † 21. November 2019 in Selb) war ein deutscher Bildhauer, Objektkünstler und Zeichner.

## Werdegang und Werk
Trantenroth absolvierte zunächst eine Lehre als Augenoptiker und als Keramiker. Von 1964 bis 1968 studierte er an der Staatlichen Akademie der Bildenden Künste Stuttgart Keramik (bei Professor Uli Günther) und Bildhauerei (bei Professor Herbert Baumann).
Ab 1968 arbeitete er als freischaffender Bildhauer in Wunsiedel, ab 1973 in Großgeschaidt / Heroldsberg. Von 1979 bis 1980 hatte er eine Lehrtätigkeit an der Akademie der Bildenden Künste München inne. Ab 1979 lebte und arbeitete Trantenroth in Bocholt, wo er Stadtkünstler war. 1985 kehrte er zurück ins Fichtelgebirge nach Weißenstadt. Trantenroth bewohnte eine selbstgebaute Hütte aus Lehm in einem kleinen Ortsteil von Weißenstadt. Seine letzten Lebensjahre wohnte A.D.Trantenroth in einem Altenpflegeheim in Weißenstadt.
Trantenroth beteiligte sich ab 1968 an zahlreichen Internationalen Bildhauersymposien, darunter am Bildhauersymposion St. Margarethen / Österreich (1969), in Burlington / Vereinigten Staaten (1971), am Symposion Urbanum, Nürnberg, (1971), am Internationalen Stahlbildhauersymposium Bochum (1979/80) oder an der Straße der Skulpturen (St. Wendel) (1988).
Trantenroth war Mitglied des Deutschen Künstlerbundes. Zwischen 1968 und 1980 beteiligte er sich an insgesamt acht großen DKB-Jahresausstellungen. 2014 überließ der Künstler dem Kunstmuseum Bayreuth eine Schenkung; das Museum übernimmt zudem als Dauerleihgabe der Oberfrankenstiftung Trantenroths Nachlass mit Skulpturen, Modellen, Zeichnungen.

### Auszeichnungen (Auswahl)
- 1972/73: Arbeitsstipendium des Kulturkreises im BDI (Steinwerk Zeidler + Wimmel, Kirchheim)
- 1975: Förderpreis des Freistaates Bayern
- 1978: Kunstpreis Berlin (verliehen von der Akademie der Künste Berlin)
- 1978: Kunstpreis der Stadt Bocholt (Berufung zum Stadtkünstler)[3]

### Einzelausstellungen (Auswahl)
Zu den mit «K» gekennzeichneten Ausstellungen erschien ein Katalog.
- 1968: Galerie Defet, NürnbergK
- 1974: Museum Folkwang, EssenK
- 1977: Konstellationen, Städtische Galerie im Lenbachhaus, München (zusammen mit Alf Lechner, Heinz-Günter Prager, Alf Schuler)K; Kunstverein IngolstadtK; Kunstmuseum BonnK
- 1979: Forum Stadtpark, GrazK
- 1981: Kunstverein Bochum, Haus KemnadeK; Kulturzentrum, Rathaus BocholtK
- 2001: Institut für Konstruktive Kunst und Konkrete Poesie, Archiv Eugen Gomringer; Kunsthaus Rehau; Durchscheinige Versteckungen, Kunstmuseum Bayreuth
- 2002: Märkisches Museum Kulturforum, Witten
- 2003: Museum St. Wendel; Von der Heydt-Museum, Wuppertal; Suermondt-Ludwig-Museum, Aachen; Städtische Galerie Erlangen
- 2004: Museum für Konkrete Kunst, Ingolstadt
- 2010: Installation mit einem 48er blätterblock in 16 kreuzungsvarianten (konstellationen) zu je 3 farbigen stationen, Kunstmuseum Bayreuth
- 2011: Herzverlustigkeiten, A. D. Trantenroth - Zeichnung, Skulptur und Objektkunst, Neues Museum Nürnberg[4]

## Arbeiten im öffentlichen Raum (Auswahl)
Insbesondere jene von Trantenroths Arbeiten, die auf Bildhauersymposien oder auf öffentliche Ausschreibungen zurückgehen, können als Kunst im öffentlichen Raum von jedermann jederzeit in Augenschein genommen werden. Einige sind allerdings von der Konzeption her vergänglich.
- 1968: Stadtpark Moers
- 1968: Bildhauersymposion Krastal, Österreich
- 1969: Universität Erlangen-Nürnberg, Sportzentrum
- 1969: Bildhauersymposion St. Margarethen, Österreich
- 1970: Gesamtschule Schwab, München
- 1971: Burlington (Vermont), USA, Autobahnrastplatz
- 1971: Nürnberg, Arbeitsministerium, Symposion Urbanum
- 1976: Frankenwald, Oberfranken
- 1977/78: Universität Garching, München, Institut für Wasserwirtschaft
- 1979: Universität Erlangen-Nürnberg, Institut für Pharmazie und Lebensmittelchemie
- 1980: Bochum, Ruhrlandhalle - Ruhrstadion, 1. Bochumer Bildhauersymposium (eingelagert)[5]
- 1981/82: Aasee, Bocholt
- 1985–89: Farbige Astgabelungen an Bach-, Wald- und Wiesensäumen, Isar Bach, Fichtelgebirge, und Isar, München
- 1986: Hof, Beamtenfachhochschule
- 1988: St. Wendel, Straße der Skulpturen
- 2000: Kirchenlamitz, Fichtelgebirge
- 2004: Bedeckung-Verstreuung, Himmelkron
- 2007: Bayreuth, Oberfrankenstiftung
- 2008: Weißenstadt, Installation, Verspannung aus farbige Gummischnüren zwischen einem Ahornbaum und einer Granitsäule (zerstört)

## Sammlungen (Auswahl)
- Kunstmuseum Bayreuth
- Museum Bochum – Kunstsammlung
- Kunsthalle Bonn
- Städtisches Museum Braunschweig
- Museum Burlington / Vereinigte Staaten
- Lehmbruck-Museum, Duisburg
- Forum Konkrete Kunst, Erfurt
- Städtische Galerie Erlangen
- Museum für Konkrete Kunst, Ingolstadt
- Zentrum für Kunst und Medientechnologie (ZKM), Karlsruhe
- Pinakothek der Moderne, München
- Staatliche Graphische Sammlung München
- Städtische Galerie im Lenbachhaus, München
- Germanisches Nationalmuseum, Nürnberg
- Neues Museum, Staatliches Museum für Kunst und Design, Nürnberg
- Institut für Konstruktive Kunst und Konkrete Poesie, Kunsthaus Rehau – Archiv Eugen Gomringer
- Von der Heydt-Museum, Wuppertal